# Железный человек вне комиксов
Персонаж Marvel Comics Железный человек появлялся в различных медиа с момента своего дебюта в комиксе Tales of Suspense #39 (март 1963 года). О Железном человеке снято три сольных мультсериала и анимационный фильм, вышедший на DVD. Игровой фильм о Железном человеке с Робертом Дауни-младшим в главной роли и режиссёром Джоном Фавро был выпущен в 2008 году, а Дауни также появился в эпизодической роли в фильме «Невероятный Халк» и в качестве главного героя в нескольких других фильмах кинематографической вселенной Marvel, включая «Мстители», «Мстители: Эра Альтрона», «Первый мститель: Противостояние», «Человек-паук: Возвращение домой», «Мстители: Война бесконечности» и «Мстители: Финал».

## Телевидение

### 1960-е
- Первым мультсериалом, в котором Железный человек — главный герой, стал «Непобедимый Железный человек» (англ. The Invincible Iron Man) из цикла «Супергерои Marvel» 1966 года[1]. Всего вышло 13 серий. Озвучен был канадским актёром Джоном Верноном[2].

### 1980-е
- В сериале «Человек-паук и его удивительные друзья» 1983 года Железный человек появляется в качестве своего альтер эго — миллиардера Тони Старка.

### 1990-е
- В 1994 году стартовал американский мультсериал Железный человек. По сюжету противниками Тони Старка выступили Мандарин и Джастин Хаммер. Сериал состоял из 2-х сезонов и 26 серий. В первом сезоне вместо сердечной недостаточности главным недугом Тони Старка была шрапнель, застрявшая в спине. Завершён в 1996 году.
- В 1994 году Железный человек был в нескольких сериях мультсериала о Человеке-пауке 1994 года.
- Железный человек был в одной серии 2-го сезона «Фантастической Четвёрки» и также одной серии «Невероятного Халка».

### 2000-е
- Железный человек был в нескольких сериях сериала «Мстители. Всегда вместе».
- Железный человек появлялся в одной серии сериала «Фантастическая четвёрка: Величайшие герои мира».
- В 2009 году вышел третий мультсериал — «Железный человек: Приключения в броне», в котором Тони и его друзья представлены подростками. Тони никогда не ходил в школу и учился дома, в результате став по-настоящему гениальным подростком. С коллегой отца, Обадайей Стэйном, у Тони были плохие отношения, поскольку тот хотел превратить изобретения его и его отца в оружие. Тони с отцом попали в авиакатастрофу, но Тони удалось спастись благодаря прототипу костюма Железного человека. В сериале немало отличий от комиксов: например, в комиксах Тони и Пэппер Поттс всегда дружили, в то время как в сериале они только познакомились; злодей Мандарин в сериале также подросток, причём Тони долго не знает, что он — его друг Джин Хан. Мадам Маска в сериале дочь Стэйна, а Красное Динамо — костюм для полётов в космос. Планируется минимум три сезона. В России дублирован Антоном Эльдаровым.

### 2010-е
- Зимой 2010 года вышла японская экранизация комикса, состоящая из 12-ти серий.
- Осенью 2010 года также вышел сериал «Мстители. Величайшие герои Земли», где Железный человек является одним из главных героев и лидером команды (до того как передал свои обязанности Капитану Америка). В России дублирован Константином Карасиком.
- В мае 2013 года выходит мультсериал «Команда Мстителей». Тони Старк вновь собирает команду, когда на его глазах предположительно уничтожили Капитана Америка.
- Железный человек появился в двух сериях мультсериала «Совершенный Человек-паук».
- Железный человек появлялся в мультсериале «Лего Марвел Супергерои: Максимальная Перезагрузка» 2014 года, так же здесь появился его главный враг Мандарин.
- Появляется в мультсериале Человек-паук (мультсериал, 2017).

### 2020-е
- Тони Старк, озвученный Миком Уингертом[англ.], появляется в первом сезоне анимационного сериала «Что, если…?»: в третьем эпизоде — «Что, если… мир утратил бы своих величайших героев?», в пятом эпизоде — «Что, если… зомби?!», в шестом эпизоде — «Что, если… Киллмонгер спас бы Тони Старка?», в восьмом эпизоде — «Что, если… Альтрон победил бы?» и в девятом эпизоде — «Что, если… Наблюдатель нарушил бы свою клятву?».

## Фильмы

### Анимационные
- Железный человек является одним из главных героев полнометражного мультфильма «Новые Мстители» и его продолжения «Новые Мстители 2».
- В анимационном фильме «Новые Мстители: Герои Завтрашнего Дня» Тони является одним из немногих Мстителей, кто смог выжить после решающего боя с Альтроном — главным образом он выжил потому что остальные Мстители доверили ему заботиться о их детях. Около 10 лет он вместе с детьми его соратников скрывался в арктической базе Мстителей, о которой Альтрон не знал. По сути, он заменил детям отца, однако Тони так сильно тосковал по павшим друзьям(Тор вернулся в Асгард так как Один скончался), что на досуге создал их механических двойников на базе своих костюмов. Когда убежище было рассекречено, Тони вступил в бой с Альтроном, но из-за вмешательства Железных Мстителей проиграл. Альтрон не стал убивать Старка раньше времени, только потому что он является его создателем. Дети в конце концов находят Тони и спасают из плена, но из-за уничтожения последнего исправного костюма в стычке с Альтроном Тони в финальной битве не участвовал.
- 27 января 2007 года вышел полнометражный мультфильм «Несокрушимый Железный человек», выпущенный сразу на DVD.
- В полнометражном мультфильме «Планета Халка» 2010 года Железный человек появляется в качестве камео как член Иллюминатов вместе с Мистером Фантастиком, Доктором Стрэнджом и Чёрным Громом. Озвучил его Марк Уорден.
- Железный человек появился в мультфильме «Приключения Супергероев: Морозный Бой» (2015).

### Игровые

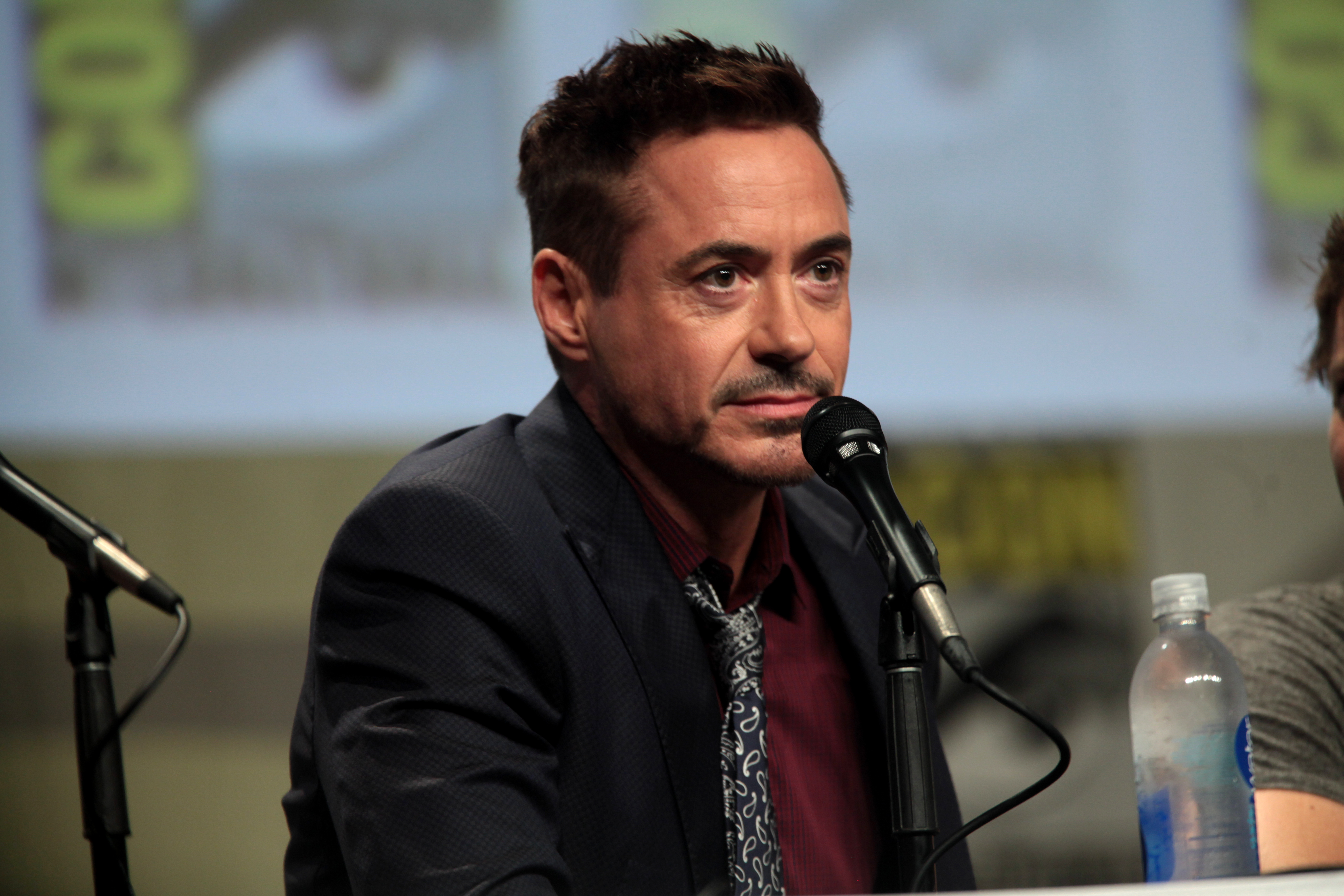
Роберт Дауни-младший, исполнивший роль Тони Старка / Железного человека на Comic-Con, 2014.

- Фильм «Железный человек» разрабатывался с 1990-х годов компаниями Universal Studios, 20th Century Fox и New Line Cinema, а в 2006 году Marvel Studios выкупила права на съёмку. Для Marvel это был первый полностью финансово самостоятельный проект. Фавро, став руководителем съёмок, принял решение снимать фильм в первую очередь в Калифорнии, чтобы выделить «Железного человека» среди многочисленных фильмов про супергероев, снятых в Нью-Йорке. Во время съёмок актёры могли свободно изменять свои диалоги, потому что всё внимание было сосредоточено на сюжете фильма. Резиновые и металлические брони, созданные Стэнли Уинстоном, были дополнены компьютерной графикой для создания главного героя. Первый фильм о Железном человеке вышел в широкий прокат 2 мая 2008 года и стал одним из самых успешных фильмов Marvel как по кассовым сборам, так и по приёму у критиков. Роль Тони Старка исполнил Роберт Дауни-младший. Фильм стал первым, среди вошедших в Кинематографическую вселенную Marvel.
- В фильме «Невероятный халк» военное оборудование американской армии носит марку «Stark Industries». Сам Роберт Дауни-младший появился в роли Старка в сцене после титров, показав связь фильма с Кинематографической вселенной Marvel.
- «Железный человек 2» вышел в прокат 7 мая (в России 29 апреля) 2010 года. Здесь впервые продемонстрирована его знаменитая броня-чемодан. Главным злодеем стал Иван Ванко, в ключевых ролях появляются Чёрная вдова и Ник Фьюри.
- Появление Разрушителя в фильме «Тор» вызывает у агента Джаспера Ситвелла ассоциацию с «Stark Industries»: «Привет от Старка?». На это агент Фил Колсон отвечает: «Не знаю. Он ни о чём мне не рассказывает».
- Отец Тони, Говард Старк, показан в фильме «Первый мститель» одним из учёных проекта «Супер-Солдат», его сыграл Доминик Купер. Сам Тони появляется как Железный человек в сцене после титров вместе с остальными Мстителями.
- В фильме «Мстители» Железный человек — один из главных персонажей. Роберт Дауни-младший вернулся к роли Тони Старка.
- В фильме «Железный человек 3» Тони страдает кошмарами и приступами панических атак в связи с появившимся навязчивым чувством незащищённости после вторжения инопланетян в Нью-Йорке. Из-за этого он создаёт множество новых костюмов, включая модель Mark 42 — автономный бронекостюм, управляемый дистанционно. Там же появляется международный террорист — Мандарин.
- В фильме «Первый мститель: Другая война» Старк был упомянут в разговоре Ника Фьюри и Стива Роджерса о проекте «Озарение» (Старк разработал репульсорные двигатели для проекта геликарриеров). Мария Хилл уходит работать в «Stark Industries». В фильме Александр Пирс упоминает Тони как Железного человека, говоря с Ником Фьюри об отмене проекта «Озарение», в словах «Хорошо. Но ты притащишь Железного человека на день рождения моей племянницы. И не просто притащишь. Он поздравит её». Также в конце фильма можно заметить Старка, находящегося в башне Мстителей, как цель для уничтожения геликарриеров проекта «Озарение», управляемых «Гидрой».
- В ленте «Мстители: Эра Альтрона» Тони выступает создателем главного антагониста фильма. Вместе с Мстителями он участвует в борьбе с Альтроном, который, уничтожив Джарвиса, решил, что уничтожая на планете жизнь, восстановит на ней порядок. Позже Старк помогает доктору Брюсу Беннеру вселить матрицу Джарвиса в тело, тем самым являясь сосоздателем Вижна. После победы над Альтроном говорит, что берёт «тайм-аут».
- В начале фильма «Человек-муравей», во флэшбэке был показан Говард, как один из высших руководителей Щ. И. Т.а. Позже Тони был упомянут Хэнком Пимом в разговоре со Скоттом Лэнгом, когда тот предложил обратиться за помощью к Мстителям.
- В фильме «Первый мститель: Противостояние» Тони по-прежнему старается вести обычную жизнь, но после акта о регистрации супер-героев, возвращается на пост Железного человека и полностью поддерживает правительство. Упоминается, что Старк и Пеппер разошлись. Участвует в битве в аэропорту, а позже находит Стива и Баки в Сибири, где узнаёт, кто на самом деле убил его родителей. Вступает с Баки и Стивом в бой, в ходе которого лишает Баки руки и избивает Стива, но в итоге они сбегают. В финале узнаёт, что все, кто был против регистрации, сбежали, но виду не подаёт.
- В фильме «Человек-паук: Возвращение домой» Тони Старк выступает в роли наставника Питера Паркера, который указывает на путь супергероя. В конце выясняется, что Тони и Пеппер возобновили свои отношения, и он сделал ей предложение.
- По сюжету ленты «Мстители: Война Бесконечности» Тони Старк встречает Доктора Стрэнджа с вернувшимся на землю Брюсом Беннером. Он узнаёт о Таносе и камнях бесконечности, после чего сражается с Чёрным Орденом и отправляется на планету Титан, где сражается с самим Таносом. Танос тяжело ранит Тони, но того спасает Доктор Стрэндж. Старк пережил Щелчок Таноса, однако у него на руках умер Питер Паркер.
- В начале фильма «Мстители: Финал» Капитан Марвел спасает Тони и Небулу, дрейфующих в космосе после битвы с Таносом. По возвращении на Землю, Тони Старк уходит в отставку и заводит семью с Пеппер, но через пять лет решает попытаться отменить последствия щелчка Таноса через путешествия во времени. Старк создаёт машину времени, и вместе с другими Мстителями совершает операцию «Хрононалёт» и через квантовую реальность Тони попадает в Нью-Йорк 2012 года, затем в Нью-Джерси 1970-х, где забирает Тессеракт (Камень Пространства). Затем он вступает в бой с Таносом из прошлого, после возвращения всех исчезнувших героев с помощью Камней из прошлого. Во время битвы отбирает все камни у Таноса и щёлкает пальцами, уничтожая армию титана и его самого. При этом погибает сам, после чего в конце фильма проходят его похороны.
- В фильме «Человек-паук: Вдали от дома» Старк появляется только в сценах воспоминаний Квентина Бека, а также в качестве зомби, который выбирается из своей могилы в одной из иллюзий Мистерио с целью убийства Питера Паркера.

## Видеоигры
- Железный человек появляется в нескольких играх по фильмам, а также является одним из играбельных персонажей в игре «Marvel Ultimate Alliance» и «Marvel Ultimate Alliance 2».
- Появляется в игре «The Punisher» (2005) в качестве эпизодического персонажа.
- Является главным и играбельным персонажем в играх «Iron Man» и «Iron Man 2» от SEGA и Octane/Gameloft для Java.
- По фильму была выпущена игра Железный человек 3 (англ. Iron Man 3: The Official Game) для мобильных платформ IOS и Android.
- В игре «LEGO Marvel Super Heroes» присутствует как игровой персонаж.
- В игре «Marvel Heroes 2016» является играбельным персонажем.
- В игре «Disney INFINITY» после обновления «2.0 Marvel Super Heroes» присутствует как игровой персонаж.
- В игре «LEGO Marvel’s Avengers» является играбельным персонажем.
- В игре «Marvel Future Fight» является играбельным персонажем.
- В игре «Marvel’s Avengers» (2020) является одним из основных персонажей.
- В игре Fortnite появлялся как скин за 100 уровень боевого пропуска и боссом на локации Старк Индостриз
- Появится в качестве одного из главных героев в сиквеле «LEGO Marvel Super Heroes» — «LEGO Marvel Super Heroes 2».